# Сюрахамар
Сюрахамар (на шведски: Surahammar) е град в централна Швеция, лен Вестманланд. Главен административен център на едноименната община Сюрахамар. Разположен е около река Колбексон. Намира се на около 160 km на северозапад от столицата Стокхолм и на около 20 km на северозапад от Вестерос. Има жп гара. Населението на града е 6179 жители според данни от преброяването през 2010 г.